# Choi Jeong-hyeok
Choi Jeong-hyeok (kor. 최정혁; ur. w 1940 w Imsil) – południowokoreański zapaśnik walczący w stylu wolnym. Olimpijczyk z Meksyku 1968, gdzie zajął dziewiąte miejsce w kategorii do 63 kg.

## Letnie Igrzyska Olimpijskie 1968
| Konkurencja      | Rundy eliminacyjne     | Rundy eliminacyjne  | Rundy eliminacyjne  | Rundy eliminacyjne     | Klas. końcowa |
| Konkurencja      | Przeciwnik I           | Przeciwnik II       | Przeciwnik III      | Przeciwnik IV          | Miejsce       |
| ---------------- | ---------------------- | ------------------- | ------------------- | ---------------------- | ------------- |
| 63 kg styl wolny | Onesimo Rufino (DOM) Z | Gabriel Ruz (MEX) Z | Petre Coman (ROU) P | Masaaki Kaneko (JPN) P | 9.            |